# تیمبر لیک (داکوتای جنوبی)
تیمبر لیک(به انگلیسی: Timber Lake) شهری در ایالت داکوتای جنوبی کشور ایالات متحده آمریکا است که جمعیت آن در سرشماری سال ۲۰۱۰ میلادی، ۴۴۳ نفر بوده‌است.